# Call Me Baby
«Call Me Baby» es un sencillo digital de la boyband surcoreana EXO, lanzado el 28 de marzo de 2015 en varias páginas de música por S.M. Entertainment. El sencillo fue lanzado en Coreano y Mandarín. «Call Me Baby» es el sencillo principal del segundo álbum de estudio de EXO, Exodus.
El sencillo fue bien recibido por los críticos y el éxito comercial. Se ubicó en el puesto número dos de Gaon Chart. La versión coreana vendió 951.930 copias (hasta diciembre de 2015) y la versión china vendió 70.400 copias (hasta abril de 2015).

## Gráficos
Versión coreana
| Gráfico                           | Posición |
| --------------------------------- | -------- |
| Gaon Weekly Digital Chart         | 2        |
| Gaon Monthly Digital Chart        | 2        |
| Gaon Yearly Digital Chart         | 7        |
| Gaon Weekly Download Chart        | 2        |
| Gaon Monthly Download Chart       | 7        |
| Gaon Yearly Download Chart        | 46       |
| Gaon Streaming Chart              | 3        |
| Gaon Weekly BGM Chart             | 1        |
| Gaon Weekly Mobile Ringtone Chart | 12       |
| Billboard Canadian Hot 100        | 98       |

Versión china
| Gráfico                     | Posición |
| --------------------------- | -------- |
| Gaon Weekly Digital Chart   | 3        |
| Gaon Monthly Digital Chart  | 8        |
| Gaon Yearly Digital Chart   | 61       |
| Gaon Weekly Download Chart  | 3        |
| Gaon Monthly Download Chart | 9        |
| Gaon Streaming Chart        | 7        |
| Gaon Weekly BGM Chart       | 9        |
| Baidu Weekly Music Chart    | 1        |